# Mirabello Cavalori

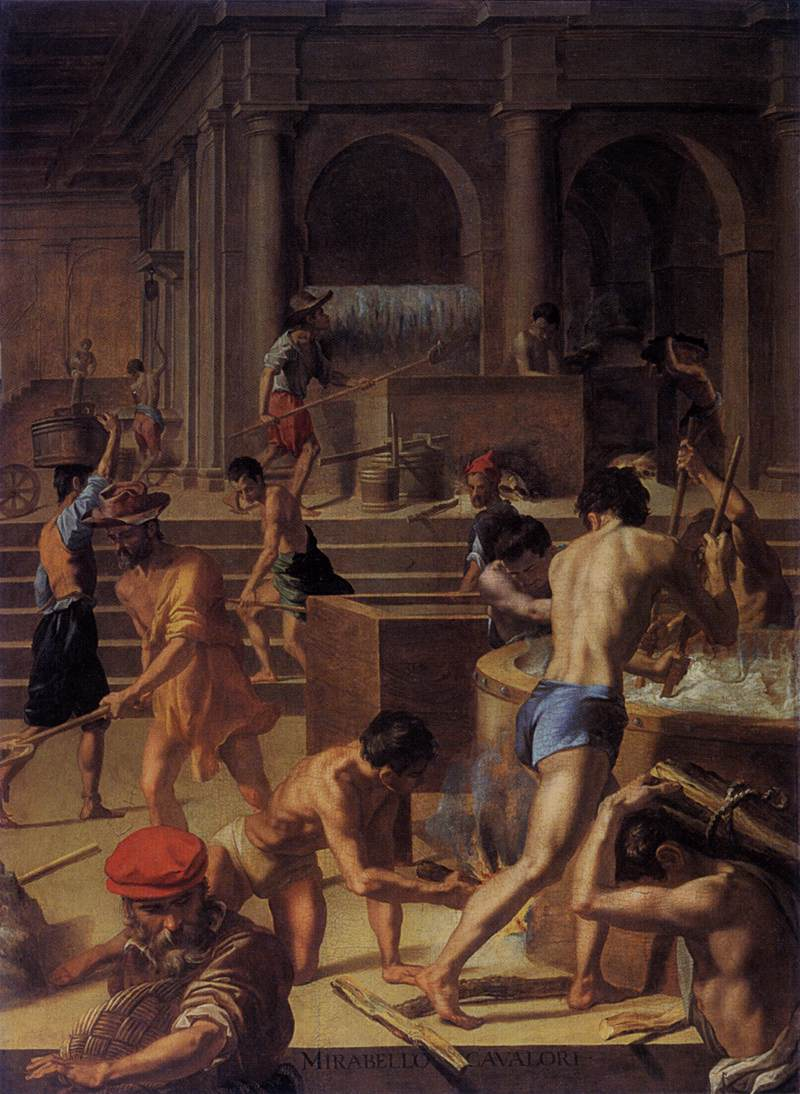
Fábrica de lanas, Studiolo de Francisco I, Palazzo Vecchio, Florencia.

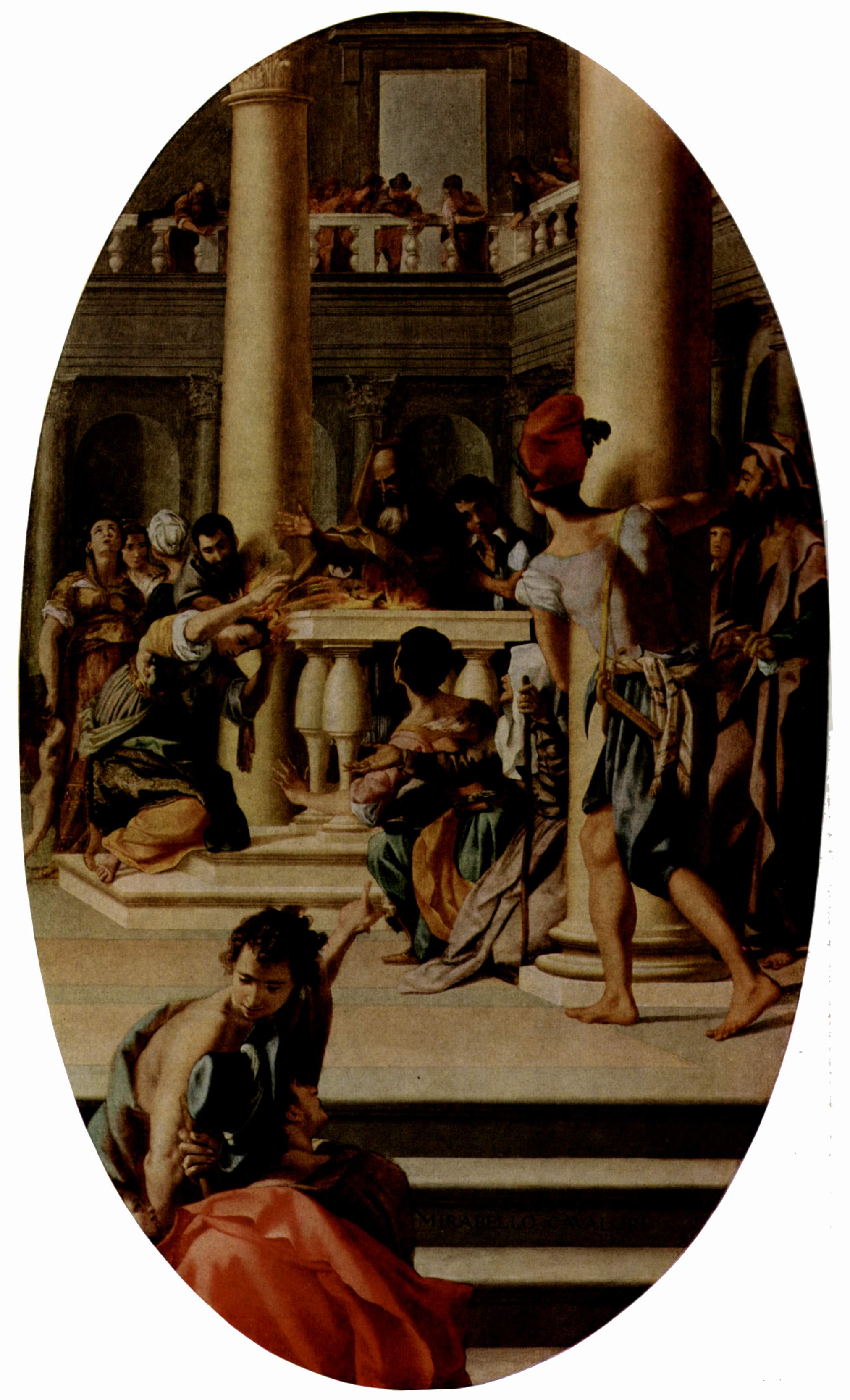
Sacrificio de Lavinia, Studiolo de Francisco I, Palazzo Vecchio, Florencia.

Mirabello d'Antonio di Pacino Cavalori, también conocido como Mirabello da Salincorno (Salincorno, 1535 - Florencia, 27 de agosto de 1572), fue un pintor manierista italiano, íntimamente relacionado con el círculo de Giorgio Vasari.
Fue uno de los fundadores de la Accademia del Disegno de Florencia (1563), trabajando en diversos proyectos de gran envergadura: las decoraciones para el funeral de Miguel Ángel Buonarroti en San Lorenzo (1564); los festejos nupciales de Francisco I de' Medici con Juana de Austria (1565).
Pocas obras le puedan ser atribuidas con total seguridad. En ellas revela una notable capacidad de observación de la naturaleza y una fina ejecución de mano. Apartándose de la Alta Maniera, dominante en su tiempo, Cavalori buscará como referentes a artistas como Andrea del Sarto y al primer Pontormo. Su temprana muerte le impide cristalizar un estilo que se revelaba como más personal que el de sus compañeros de generación.
En el catafalco de Miguel Ángel colaboró con su amigo y colega Girolamo Macchietti en las grisallas de Lorenzo de' Medici recibe a Miguel Ángel (perdida). Para el Arco de la Religión, una estructura efímera erigida en el recorrido de la procesión nupcial de Francisco I, Cavalori pintó un San Francisco funda el Retiro de Vernia y recibiendo los estigmas (perdido).
En la decoración del Studiolo de Francisco I en el Palazzo Vecchio de Florencia, Mirabello colabora con dos obras, Fábrica de lanas y Sacrificio de Lavinia.

## Obras destacadas
- Personajes en una discusión (c. 1560, National Gallery, Londres)
- Sacrificio de Lavinia (1565, Studiolo de Francisco I, Palazzo Vecchio, Florencia)
- Fábrica de lanas (1570-72, Studiolo de Francisco I, Palazzo Vecchio, Florencia)
- Martirio de Santa Cristina (Whitfield Fine Art, Londres), en colaboración con Girolamo Macchietti.
- Isaac bendice a Jacob (antes en Colección Loeser)
- Pentecostés (1555-1572, Capilla del Spirito Santo, Badia Fiorentina, Florencia)